# Reccino Van Lommel
Reccino Van Lommel, né le 30 mai 1986 à Turnhout, est un homme politique belge, membre du Vlaams Belang (VB).

## Biographie
Reccino Van Lommel nait le 30 mai 1986 à Turnhout.
Aux élections législatives fédérales de 2019, Reccino Van Lommel est élu à la Chambre des Représentants.